# Szermierka na Światowych Wojskowych Igrzyskach Sportowych 2019 – floret indywidualnie kobiet
Turniej  we florecie kobiet podczas 7. Światowych Wojskowych Igrzyskach Sportowych – jedna z konkurencji szermierczych rozgrywana podczas igrzysk wojskowych w chińskim Wuhanie. Zawody odbyły w dniu 21 października 2019 roku w Wuhan City Polytechnic Gymnasium. Turniej kobiet został rozegrany systemem mieszanym (kołowo–pucharowym). Polka Julia Walczak wywalczyła brązowy medal.

## Terminarz
Wszystkie godziny podane są w czasie chińskim (UTC+08:00) oraz polskim (CEST). Wg czasu polskiego finał został rozegrany już w dniu 22 października.
| 21 października 2019(dts) | 0 9:00 | 17:00  | Wstępna      |
| 21 października 2019(dts) | 11:40  | 19:40  | 1/16 finału  |
| 21 października 2019(dts) | 13:10  | 21:10  | 1/8 finału   |
| 21 października 2019(dts) | 14:20  | 22:20  | Ćwierćfinały |
| 21 października 2019(dts) | 15:10  | 23:10  | Półfinały    |
| 21 października 2019(dts) | 16:40  | 0:40 * | Finał        |

## Uczestniczki
Do turnieju indywidualnego kobiet zgłoszono 25 florecistek z 9 państw. 
- Brazylia (3)
- Chiny (3)
- Francja (3)
- Niemcy (1)
- Polska (3)
- Węgry (3)
- Włochy (3)
- Rosja (3)
- Rumunia (3)

W zawodach mogło startować maksymalnie 3 zawodniczki z jednego państwa. 

## Wyniki

### Faza finałowa
Pojedynki w turnieju szermierczym florecistek odbywały się systemem pucharowym, nie rozgrywano dodatkowego pojedynku o trzecie miejsce (dlatego też 2 zawodniczkom wręczono brązowe medale). 
|  | 1/16 finału              | 1/16 finału         |                     |                       | 1/8 finału | 1/8 finału |  |                   | Ćwierćfinały | Ćwierćfinały |                   |    | Półfinały | Półfinały         |    |  | Finał           | Finał |
|  |                          |                     |                     |                       |            |            |  |                   |              |              |                   |    |           |                   |    |  |                 |       |
|  | 01 Inna Dierigłazowa     |                     |                     |                       |            |            |  |                   |              |              |                   |    |           |                   |    |  |                 |       |
|  | 32 BYE                   |                     |                     |                       |            |            |  |                   |              |              |                   |    |           |                   |    |  |                 |       |
|  |                          | Inna Dierigłazowa   | 15                  |                       |            |            |  |                   |              |              |                   |    |           |                   |    |  |                 |       |
|  |                          |                     | 15                  |                       |            |            |  |                   |              |              |                   |    |           |                   |    |  |                 |       |
|  |                          |                     | Elisabetta Bianchin | 11                    |            |            |  |                   |              |              |                   |    |           |                   |    |  |                 |       |
|  | 17 Gu Wenqing            | 5                   | Elisabetta Bianchin | 11                    |            |            |  |                   |              |              |                   |    |           |                   |    |  |                 |       |
|  | 17 Gu Wenqing            | 5                   |                     |                       |            |            |  |                   |              |              |                   |    |           |                   |    |  |                 |       |
|  | 16 Elisabetta Bianchin   | 15                  |                     |                       |            |            |  |                   |              |              |                   |    |           |                   |    |  |                 |       |
|  | 16 Elisabetta Bianchin   | 15                  |                     |                       |            |            |  | Inna Dierigłazowa | 15           |              |                   |    |           |                   |    |  |                 |       |
|  |                          |                     |                     |                       |            |            |  | Inna Dierigłazowa | 15           |              |                   |    |           |                   |    |  |                 |       |
|  |                          | Huo Xingxin         | 6                   |                       |            |            |  |                   |              |              |                   |    |           |                   |    |  |                 |       |
|  | 09 Valentina de Costanzo | Huo Xingxin         | 6                   | 15                    |            |            |  |                   |              |              |                   |    |           |                   |    |  |                 |       |
|  | 09 Valentina de Costanzo |                     |                     | 15                    |            |            |  |                   |              |              |                   |    |           |                   |    |  |                 |       |
|  | 24 Ana Toldo             | 7                   |                     |                       |            |            |  |                   |              |              |                   |    |           |                   |    |  |                 |       |
|  | 24 Ana Toldo             | 7                   |                     | Valentina de Costanzo | 4          |            |  |                   |              |              |                   |    |           |                   |    |  |                 |       |
|  |                          |                     |                     | Valentina de Costanzo | 4          |            |  |                   |              |              |                   |    |           |                   |    |  |                 |       |
|  |                          |                     | Huo Xingxin         | 15                    |            |            |  |                   |              |              |                   |    |           |                   |    |  |                 |       |
|  | 25 Barbara Oravetz       | 6                   | Huo Xingxin         | 15                    |            |            |  |                   |              |              |                   |    |           |                   |    |  |                 |       |
|  | 25 Barbara Oravetz       | 6                   |                     |                       |            |            |  |                   |              |              |                   |    |           |                   |    |  |                 |       |
|  | 08 Huo Xingxin           | 15                  |                     |                       |            |            |  |                   |              |              |                   |    |           |                   |    |  |                 |       |
|  | 08 Huo Xingxin           | 15                  |                     |                       |            |            |  |                   |              |              | Inna Dierigłazowa | 15 |           |                   |    |  |                 |       |
|  |                          |                     |                     |                       |            |            |  |                   |              |              |                   | 15 |           |                   |    |  |                 |       |
|  |                          | Julia Walczak       | 14                  |                       |            |            |  |                   |              |              |                   |    |           |                   |    |  |                 |       |
|  | 05 Julia Walczak         | Julia Walczak       | 14                  |                       |            |            |  |                   |              |              |                   |    |           |                   |    |  |                 |       |
|  |                          |                     |                     |                       |            |            |  |                   |              |              |                   |    |           |                   |    |  |                 |       |
|  | 28 BYE                   |                     |                     |                       |            |            |  |                   |              |              |                   |    |           |                   |    |  |                 |       |
|  |                          | Julia Walczak       | 15                  |                       |            |            |  |                   |              |              |                   |    |           |                   |    |  |                 |       |
|  |                          |                     | 15                  |                       |            |            |  |                   |              |              |                   |    |           |                   |    |  |                 |       |
|  |                          |                     | Malina Calugareanu  | 8                     |            |            |  |                   |              |              |                   |    |           |                   |    |  |                 |       |
|  | 21 Chen Qian             | 6                   | Malina Calugareanu  | 8                     |            |            |  |                   |              |              |                   |    |           |                   |    |  |                 |       |
|  | 21 Chen Qian             | 6                   |                     |                       |            |            |  |                   |              |              |                   |    |           |                   |    |  |                 |       |
|  | 12 Malina Calugareanu    | 15                  |                     |                       |            |            |  |                   |              |              |                   |    |           |                   |    |  |                 |       |
|  | 12 Malina Calugareanu    | 15                  |                     |                       |            |            |  | Julia Walczak     | 15           |              |                   |    |           |                   |    |  |                 |       |
|  |                          |                     |                     |                       |            |            |  | Julia Walczak     | 15           |              |                   |    |           |                   |    |  |                 |       |
|  |                          | Adelina Zagidullina | 8                   |                       |            |            |  |                   |              |              |                   |    |           |                   |    |  |                 |       |
|  | 13 Martina Sinigalia     | Adelina Zagidullina | 8                   | 15                    |            |            |  |                   |              |              |                   |    |           |                   |    |  |                 |       |
|  | 13 Martina Sinigalia     |                     |                     | 15                    |            |            |  |                   |              |              |                   |    |           |                   |    |  |                 |       |
|  | 20 Kim Kirschen          | 8                   |                     |                       |            |            |  |                   |              |              |                   |    |           |                   |    |  |                 |       |
|  | 20 Kim Kirschen          | 8                   |                     | Martina Sinigalia     | 11         |            |  |                   |              |              |                   |    |           |                   |    |  |                 |       |
|  |                          |                     |                     | Martina Sinigalia     | 11         |            |  |                   |              |              |                   |    |           |                   |    |  |                 |       |
|  |                          |                     | Adelina Zagidullina | 15                    |            |            |  |                   |              |              |                   |    |           |                   |    |  |                 |       |
|  | 29 BYE                   |                     | Adelina Zagidullina | 15                    |            |            |  |                   |              |              |                   |    |           |                   |    |  |                 |       |
|  |                          |                     |                     |                       |            |            |  |                   |              |              |                   |    |           |                   |    |  |                 |       |
|  | 04 Adelina Zagidullina   |                     |                     |                       |            |            |  |                   |              |              |                   |    |           |                   |    |  |                 |       |
|  |                          |                     |                     |                       |            |            |  |                   |              |              |                   |    |           | Inna Dierigłazowa | 14 |  |                 |       |
|  |                          |                     |                     |                       |            |            |  |                   |              |              |                   |    |           | Inna Dierigłazowa | 14 |  |                 |       |
|  |                          |                     |                     |                       |            |            |  |                   |              |              |                   |    |           |                   |    |  | Pauline Ranvier | 10    |
|  | 03 Anita Blaze           |                     |                     |                       |            |            |  |                   |              |              |                   |    |           |                   |    |  | Pauline Ranvier | 10    |
|  |                          |                     |                     |                       |            |            |  |                   |              |              |                   |    |           |                   |    |  |                 |       |
|  | 30 BYE                   |                     |                     |                       |            |            |  |                   |              |              |                   |    |           |                   |    |  |                 |       |
|  |                          | Anita Blaze         | 15                  |                       |            |            |  |                   |              |              |                   |    |           |                   |    |  |                 |       |
|  |                          |                     | 15                  |                       |            |            |  |                   |              |              |                   |    |           |                   |    |  |                 |       |
|  |                          |                     | Mariana Pistoia     | 10                    |            |            |  |                   |              |              |                   |    |           |                   |    |  |                 |       |
|  | 19 Mariana Pistoia       | 15                  | Mariana Pistoia     | 10                    |            |            |  |                   |              |              |                   |    |           |                   |    |  |                 |       |
|  | 19 Mariana Pistoia       | 15                  |                     |                       |            |            |  |                   |              |              |                   |    |           |                   |    |  |                 |       |
|  | 14 Ana Bulcao            | 11                  |                     |                       |            |            |  |                   |              |              |                   |    |           |                   |    |  |                 |       |
|  | 14 Ana Bulcao            | 11                  |                     |                       |            |            |  | Anita Blaze       | 15           |              |                   |    |           |                   |    |  |                 |       |
|  |                          |                     |                     |                       |            |            |  | Anita Blaze       | 15           |              |                   |    |           |                   |    |  |                 |       |
|  |                          | Anastazja Ivanowa   | 8                   |                       |            |            |  |                   |              |              |                   |    |           |                   |    |  |                 |       |
|  | 11 Kata Kondricz         | Anastazja Ivanowa   | 8                   | 15                    |            |            |  |                   |              |              |                   |    |           |                   |    |  |                 |       |
|  | 11 Kata Kondricz         |                     |                     | 15                    |            |            |  |                   |              |              |                   |    |           |                   |    |  |                 |       |
|  | 22 Dora Lupkovics        | 9                   |                     |                       |            |            |  |                   |              |              |                   |    |           |                   |    |  |                 |       |
|  | 22 Dora Lupkovics        | 9                   |                     | Kata Kondricz         | 9          |            |  |                   |              |              |                   |    |           |                   |    |  |                 |       |
|  |                          |                     |                     | Kata Kondricz         | 9          |            |  |                   |              |              |                   |    |           |                   |    |  |                 |       |
|  |                          |                     | Anastazja Ivanowa   | 15                    |            |            |  |                   |              |              |                   |    |           |                   |    |  |                 |       |
|  | 27 BYE                   |                     | Anastazja Ivanowa   | 15                    |            |            |  |                   |              |              |                   |    |           |                   |    |  |                 |       |
|  |                          |                     |                     |                       |            |            |  |                   |              |              |                   |    |           |                   |    |  |                 |       |
|  | 06 Anastazja Ivanowa     |                     |                     |                       |            |            |  |                   |              |              |                   |    |           |                   |    |  |                 |       |
|  |                          |                     |                     |                       |            |            |  |                   | Anita Blaze  | 13           |                   |    |           |                   |    |  |                 |       |
|  |                          |                     |                     |                       |            |            |  |                   |              |              |                   |    |           |                   |    |  |                 |       |
|  |                          | Pauline Ranvier     | 15                  |                       |            |            |  |                   |              |              |                   |    |           |                   |    |  |                 |       |
|  | 07 Hanna Łyczbińska      | Pauline Ranvier     | 15                  |                       |            |            |  |                   |              |              |                   |    |           |                   |    |  |                 |       |
|  |                          |                     |                     |                       |            |            |  |                   |              |              |                   |    |           |                   |    |  |                 |       |
|  | 26 BYE                   |                     |                     |                       |            |            |  |                   |              |              |                   |    |           |                   |    |  |                 |       |
|  |                          | Hanna Łyczbińska    | 15                  |                       |            |            |  |                   |              |              |                   |    |           |                   |    |  |                 |       |
|  |                          |                     | 15                  |                       |            |            |  |                   |              |              |                   |    |           |                   |    |  |                 |       |
|  |                          |                     | Chloe Juebnot       | 13                    |            |            |  |                   |              |              |                   |    |           |                   |    |  |                 |       |
|  | 23 Maria Gheorghe        | 9                   | Chloe Juebnot       | 13                    |            |            |  |                   |              |              |                   |    |           |                   |    |  |                 |       |
|  | 23 Maria Gheorghe        | 9                   |                     |                       |            |            |  |                   |              |              |                   |    |           |                   |    |  |                 |       |
|  | 10 Chloe Juebnot         | 15                  |                     |                       |            |            |  |                   |              |              |                   |    |           |                   |    |  |                 |       |
|  | 10 Chloe Juebnot         | 15                  |                     |                       |            |            |  | Hanna Łyczbińska  | 14           |              |                   |    |           |                   |    |  |                 |       |
|  |                          |                     |                     |                       |            |            |  | Hanna Łyczbińska  | 14           |              |                   |    |           |                   |    |  |                 |       |
|  |                          | Pauline Ranvier     | 15                  |                       |            |            |  |                   |              |              |                   |    |           |                   |    |  |                 |       |
|  | 15 Martyna Synoradzka    | Pauline Ranvier     | 15                  | 15                    |            |            |  |                   |              |              |                   |    |           |                   |    |  |                 |       |
|  | 15 Martyna Synoradzka    |                     |                     | 15                    |            |            |  |                   |              |              |                   |    |           |                   |    |  |                 |       |
|  | 18 Anca Saveanu          | 5                   |                     |                       |            |            |  |                   |              |              |                   |    |           |                   |    |  |                 |       |
|  | 18 Anca Saveanu          | 5                   |                     | Martyna Synoradzka    | 8          |            |  |                   |              |              |                   |    |           |                   |    |  |                 |       |
|  |                          |                     |                     | Martyna Synoradzka    | 8          |            |  |                   |              |              |                   |    |           |                   |    |  |                 |       |
|  |                          |                     | Pauline Ranvier     | 15                    |            |            |  |                   |              |              |                   |    |           |                   |    |  |                 |       |
|  | 31 BYE                   |                     | Pauline Ranvier     | 15                    |            |            |  |                   |              |              |                   |    |           |                   |    |  |                 |       |
|  |                          |                     |                     |                       |            |            |  |                   |              |              |                   |    |           |                   |    |  |                 |       |
|  | 02 Pauline Ranvier       |                     |                     |                       |            |            |  |                   |              |              |                   |    |           |                   |    |  |                 |       |

### Faza wstępna
Celem dokonania rozstawienia florecistek w fazie finałowej, przeprowadzono w 4 grupach, wstępne walki (rankingowe). Pojedynki toczyły się systemem kołowym (każda uczestnika walczyła kolejno ze wszystkimi przeciwnikami w swojej grupie). Walczono do 5 zadanych trafień w określonym czasie. Na podstawie porównania (zestawienia) wyników osiągniętych w grupach przez poszczególne zawodniczki został stworzony ranking. O kolejności zawodniczek decydowało ratio czyli stosunek zwycięstw (Zw) do ilości stoczonych walk (Iw), a w następnej kolejności korzystniejszy bilans, różnica zadanych (Tz) do trafień otrzymanych (To). Pierwszych 7 zawodniczek z listy rankingowej uzyskało bezpośredni awans do 1/8 finału. Miały wolny los w pierwszej rundzie (BYE).
Legenda
| Iw | Ilość walk | Zw | Ilość zwycięstw                  | Tz | Trafienia zadane      | To | Trafienia otrzymane |
| Z  | Zwycięstwo |    | Ratio (stosunek ilości Zw do Iw) |    | Pierwsza runda (1/16) |    | Awans do 1/8 finału |

#### Grupa 1
Awans bezpośredni do 2 rundy (1/8 finału) z grupy 1 uzyskały: Polka Hanna Łyczbińska i Rosjanka Inna Dierigłazowa. Pozostałe zawodniczki rozpoczynały rywalizację od 1. rundy (1/16 finału).
| Runda wstępna turnieju kobiet we florecie – grupa 1. | Runda wstępna turnieju kobiet we florecie – grupa 1. | Runda wstępna turnieju kobiet we florecie – grupa 1. | Runda wstępna turnieju kobiet we florecie – grupa 1. | Runda wstępna turnieju kobiet we florecie – grupa 1. | Runda wstępna turnieju kobiet we florecie – grupa 1. | Runda wstępna turnieju kobiet we florecie – grupa 1. | Runda wstępna turnieju kobiet we florecie – grupa 1. | Runda wstępna turnieju kobiet we florecie – grupa 1. | Runda wstępna turnieju kobiet we florecie – grupa 1. | Runda wstępna turnieju kobiet we florecie – grupa 1. | Runda wstępna turnieju kobiet we florecie – grupa 1. | Runda wstępna turnieju kobiet we florecie – grupa 1. | Runda wstępna turnieju kobiet we florecie – grupa 1. | Runda wstępna turnieju kobiet we florecie – grupa 1. | Runda wstępna turnieju kobiet we florecie – grupa 1. |
| No start.                                            | Zawodniczka                                          | 1                                                    | 2                                                    | 3                                                    | 4                                                    | 5                                                    | 6                                                    | 7                                                    | Iw                                                   | Zw                                                   | Ratio                                                | Tz                                                   | To                                                   | Róż.                                                 | Rank.                                                |
| ---------------------------------------------------- | ---------------------------------------------------- | ---------------------------------------------------- | ---------------------------------------------------- | ---------------------------------------------------- | ---------------------------------------------------- | ---------------------------------------------------- | ---------------------------------------------------- | ---------------------------------------------------- | ---------------------------------------------------- | ---------------------------------------------------- | ---------------------------------------------------- | ---------------------------------------------------- | ---------------------------------------------------- | ---------------------------------------------------- | ---------------------------------------------------- |
| 1.                                                   | Elisabetta Bianchin                                  |                                                      | 4                                                    | Z                                                    | 3                                                    | 3                                                    | Z                                                    | 4                                                    | 6                                                    | 2                                                    | 0,333                                                | 24                                                   | 24                                                   | 0                                                    | 4                                                    |
| 2.                                                   | Hanna Łyczbińska                                     | Z                                                    |                                                      | Z                                                    | Z                                                    | 1                                                    | 4                                                    | Z                                                    | 6                                                    | 4                                                    | 0,677                                                | 25                                                   | 23                                                   | +2                                                   | 2                                                    |
| 3.                                                   | Gu Wenqing                                           | 4                                                    | 2                                                    |                                                      | 3                                                    | 0                                                    | Z                                                    | Z                                                    | 6                                                    | 2                                                    | 0,333                                                | 25                                                   | 22                                                   | +3                                                   | 5                                                    |
| 4.                                                   | Kata Kondricz                                        | Z                                                    | 4                                                    | Z                                                    |                                                      | 4                                                    | Z                                                    | 4                                                    | 6                                                    | 3                                                    | 0,500                                                | 27                                                   | 24                                                   | +3                                                   | 3                                                    |
| 5.                                                   | Inna Dierigłazowa                                    | Z                                                    | Z                                                    | Z                                                    | Z                                                    |                                                      | Z                                                    | Z                                                    | 6                                                    | 6                                                    | 1,000                                                | 30                                                   | 10                                                   | +20                                                  | 1                                                    |
| 6.                                                   | Mariana Pistoia                                      | 0                                                    | Z                                                    | 0                                                    | 3                                                    | 2                                                    |                                                      | Z4                                                   | 6                                                    | 2                                                    | 0,333                                                | 14                                                   | 27                                                   | -13                                                  | 7                                                    |
| 7.                                                   | Anca Saveanu                                         | Z                                                    | 3                                                    | 1                                                    | Z                                                    | 0                                                    | 3                                                    |                                                      | 6                                                    | 2                                                    | 0,333                                                | 17                                                   | 27                                                   | -10                                                  | 6                                                    |

#### Grupa 2
Z grupy 2 awans do 2 rundy (1/8 finału) wywalczyły: Francuzka Anita Blaze i Rosjanka Anastazja Ivanowa. Pozostałe zawodniczki rozpoczynały rywalizację od 1. rundy (1/16 finału).
| Runda wstępna turnieju kobiet we florecie – grupa 2. | Runda wstępna turnieju kobiet we florecie – grupa 2. | Runda wstępna turnieju kobiet we florecie – grupa 2. | Runda wstępna turnieju kobiet we florecie – grupa 2. | Runda wstępna turnieju kobiet we florecie – grupa 2. | Runda wstępna turnieju kobiet we florecie – grupa 2. | Runda wstępna turnieju kobiet we florecie – grupa 2. | Runda wstępna turnieju kobiet we florecie – grupa 2. | Runda wstępna turnieju kobiet we florecie – grupa 2. | Runda wstępna turnieju kobiet we florecie – grupa 2. | Runda wstępna turnieju kobiet we florecie – grupa 2. | Runda wstępna turnieju kobiet we florecie – grupa 2. | Runda wstępna turnieju kobiet we florecie – grupa 2. | Runda wstępna turnieju kobiet we florecie – grupa 2. | Runda wstępna turnieju kobiet we florecie – grupa 2. | Runda wstępna turnieju kobiet we florecie – grupa 2. |
| No start.                                            | Zawodniczka                                          | 1                                                    | 2                                                    | 3                                                    | 4                                                    | 5                                                    | 6                                                    | Iw                                                   | Zw                                                   | Ratio                                                | Tz                                                   | To                                                   | Róż.                                                 | Rank.                                                |                                                      |
| ---------------------------------------------------- | ---------------------------------------------------- | ---------------------------------------------------- | ---------------------------------------------------- | ---------------------------------------------------- | ---------------------------------------------------- | ---------------------------------------------------- | ---------------------------------------------------- | ---------------------------------------------------- | ---------------------------------------------------- | ---------------------------------------------------- | ---------------------------------------------------- | ---------------------------------------------------- | ---------------------------------------------------- | ---------------------------------------------------- | ---------------------------------------------------- |
| 1.                                                   | Martyna Synoradzka                                   |                                                      | 2                                                    | Z                                                    | 2                                                    | Z                                                    | 1                                                    | 5                                                    | 2                                                    | 0,400                                                | 15                                                   | 20                                                   | -5                                                   | 4                                                    |                                                      |
| 2.                                                   | Chen Qian                                            | Z                                                    |                                                      | 2                                                    | 3                                                    | 0                                                    | 3                                                    | 5                                                    | 1                                                    | 0,200                                                | 13                                                   | 22                                                   | -9                                                   | 6                                                    |                                                      |
| 3.                                                   | Ana Bulcao                                           | 1                                                    | Z                                                    |                                                      | 3                                                    | Z                                                    | 3                                                    | 5                                                    | 2                                                    | 0,400                                                | 17                                                   | 20                                                   | -3                                                   | 3                                                    |                                                      |
| 4.                                                   | Anastazja Ivanowa                                    | Z                                                    | Z                                                    | Z                                                    |                                                      | Z                                                    | 2                                                    | 5                                                    | 4                                                    | 0,800                                                | 22                                                   | 17                                                   | +5                                                   | 2                                                    |                                                      |
| 5.                                                   | Kim Kirschen                                         | 4                                                    | Z                                                    | 3                                                    | 4                                                    |                                                      | 1                                                    | 5                                                    | 1                                                    | 0,200                                                | 17                                                   | 20                                                   | -3                                                   | 5                                                    |                                                      |
| 6.                                                   | Anita Blaze                                          | Z                                                    | Z                                                    | Z                                                    | Z                                                    | Z                                                    |                                                      | 5                                                    | 5                                                    | 1,000                                                | 25                                                   | 10                                                   | +10                                                  | 1                                                    |                                                      |

#### Grupa 3
Z grupy 3 awans do 2 rundy (1/8 finału) wywalczyły: Francuzka Pauline Ranvier i Polka Julia Walczak. Pozostałe zawodniczki rozpoczynały rywalizację od 1. rundy (1/16 finału).
| Runda wstępna turnieju kobiet we florecie – grupa 3. | Runda wstępna turnieju kobiet we florecie – grupa 3. | Runda wstępna turnieju kobiet we florecie – grupa 3. | Runda wstępna turnieju kobiet we florecie – grupa 3. | Runda wstępna turnieju kobiet we florecie – grupa 3. | Runda wstępna turnieju kobiet we florecie – grupa 3. | Runda wstępna turnieju kobiet we florecie – grupa 3. | Runda wstępna turnieju kobiet we florecie – grupa 3. | Runda wstępna turnieju kobiet we florecie – grupa 3. | Runda wstępna turnieju kobiet we florecie – grupa 3. | Runda wstępna turnieju kobiet we florecie – grupa 3. | Runda wstępna turnieju kobiet we florecie – grupa 3. | Runda wstępna turnieju kobiet we florecie – grupa 3. | Runda wstępna turnieju kobiet we florecie – grupa 3. | Runda wstępna turnieju kobiet we florecie – grupa 3. | Runda wstępna turnieju kobiet we florecie – grupa 3. |
| No start.                                            | Zawodniczka                                          | 1                                                    | 2                                                    | 3                                                    | 4                                                    | 5                                                    | 6                                                    | Iw                                                   | Zw                                                   | Ratio                                                | Tz                                                   | To                                                   | Róż.                                                 | Rank.                                                |                                                      |
| ---------------------------------------------------- | ---------------------------------------------------- | ---------------------------------------------------- | ---------------------------------------------------- | ---------------------------------------------------- | ---------------------------------------------------- | ---------------------------------------------------- | ---------------------------------------------------- | ---------------------------------------------------- | ---------------------------------------------------- | ---------------------------------------------------- | ---------------------------------------------------- | ---------------------------------------------------- | ---------------------------------------------------- | ---------------------------------------------------- | ---------------------------------------------------- |
| 1.                                                   | Dora Lupkovics                                       |                                                      | 1                                                    | 3                                                    | 0                                                    | Z                                                    | 2                                                    | 5                                                    | 1                                                    | 0,200                                                | 11                                                   | 22                                                   | -11                                                  | 4                                                    |                                                      |
| 2.                                                   | Pauline Ranvier                                      | Z                                                    |                                                      | Z                                                    | Z                                                    | Z                                                    | Z                                                    | 5                                                    | 5                                                    | 1,000                                                | 25                                                   | 7                                                    | +18                                                  | 1                                                    |                                                      |
| 3.                                                   | Ana Toldo                                            | Z                                                    | 1                                                    |                                                      | 0                                                    | 3                                                    | 0                                                    | 5                                                    | 1                                                    | 0,200                                                | 9                                                    | 23                                                   | -14                                                  | 6                                                    |                                                      |
| 4.                                                   | Julia Walczak                                        | Z                                                    | 3                                                    | Z                                                    |                                                      | Z                                                    | Z                                                    | 5                                                    | 4                                                    | 0,800                                                | 23                                                   | 6                                                    | +17                                                  | 2                                                    |                                                      |
| 5.                                                   | Maria Gheorghe                                       | 2                                                    | 1                                                    | Z                                                    | 0                                                    |                                                      | 2                                                    | 5                                                    | 1                                                    | 0,200                                                | 10                                                   | 23                                                   | -13                                                  | 5                                                    |                                                      |
| 6.                                                   | Valentina de Costanzo                                | Z                                                    | 1                                                    | Z                                                    | 1                                                    | Z                                                    |                                                      | 5                                                    | 3                                                    | 0,600                                                | 17                                                   | 14                                                   | +3                                                   | 3                                                    |                                                      |

#### Grupa 4
Z grupy 4 awans do 2 rundy (1/8 finału) wywalczyła tylko Rosjanka Adelina Zagidullina. Pozostałe zawodniczki rozpoczynały rywalizację od 1. rundy (1/16 finału).
| Runda wstępna turnieju kobiet we florecie – grupa 4. | Runda wstępna turnieju kobiet we florecie – grupa 4. | Runda wstępna turnieju kobiet we florecie – grupa 4. | Runda wstępna turnieju kobiet we florecie – grupa 4. | Runda wstępna turnieju kobiet we florecie – grupa 4. | Runda wstępna turnieju kobiet we florecie – grupa 4. | Runda wstępna turnieju kobiet we florecie – grupa 4. | Runda wstępna turnieju kobiet we florecie – grupa 4. | Runda wstępna turnieju kobiet we florecie – grupa 4. | Runda wstępna turnieju kobiet we florecie – grupa 4. | Runda wstępna turnieju kobiet we florecie – grupa 4. | Runda wstępna turnieju kobiet we florecie – grupa 4. | Runda wstępna turnieju kobiet we florecie – grupa 4. | Runda wstępna turnieju kobiet we florecie – grupa 4. | Runda wstępna turnieju kobiet we florecie – grupa 4. | Runda wstępna turnieju kobiet we florecie – grupa 4. |
| No start.                                            | Zawodniczka                                          | 1                                                    | 2                                                    | 3                                                    | 4                                                    | 5                                                    | 6                                                    | Iw                                                   | Zw                                                   | Ratio                                                | Tz                                                   | To                                                   | Róż.                                                 | Rank.                                                |                                                      |
| ---------------------------------------------------- | ---------------------------------------------------- | ---------------------------------------------------- | ---------------------------------------------------- | ---------------------------------------------------- | ---------------------------------------------------- | ---------------------------------------------------- | ---------------------------------------------------- | ---------------------------------------------------- | ---------------------------------------------------- | ---------------------------------------------------- | ---------------------------------------------------- | ---------------------------------------------------- | ---------------------------------------------------- | ---------------------------------------------------- | ---------------------------------------------------- |
| 1.                                                   | Huo Xingxin                                          |                                                      | 2                                                    | Z                                                    | Z                                                    | 3                                                    | Z                                                    | 5                                                    | 3                                                    | 0,600                                                | 20                                                   | 16                                                   | +4                                                   | 2                                                    |                                                      |
| 2.                                                   | Adelina Zagidullina                                  | Z                                                    |                                                      | Z                                                    | Z                                                    | Z                                                    | Z                                                    | 5                                                    | 5                                                    | 1,000                                                | 25                                                   | 13                                                   | +12                                                  | 1                                                    |                                                      |
| 3.                                                   | Martina Sinigalia                                    | 0                                                    | 3                                                    |                                                      | Z                                                    | Z                                                    | 4                                                    | 5                                                    | 2                                                    | 0,400                                                | 17                                                   | 20                                                   | -3                                                   | 5                                                    |                                                      |
| 4.                                                   | Barbara Oravetz                                      | 4                                                    | 2                                                    | 2                                                    |                                                      | 1                                                    | 3                                                    | 5                                                    | 0                                                    | 0,000                                                | 12                                                   | 25                                                   | -13                                                  | 6                                                    |                                                      |
| 5.                                                   | Malina Calugareanu                                   | Z                                                    | 3                                                    | 3                                                    | Z                                                    |                                                      | 3                                                    | 5                                                    | 2                                                    | 0,400                                                | 19                                                   | 19                                                   | 0                                                    | 4                                                    |                                                      |
| 6.                                                   | Chloe Juebnot                                        | 2                                                    | 3                                                    | Z                                                    | Z                                                    | Z                                                    |                                                      | 5                                                    | 3                                                    | 0,600                                                | 20                                                   | 20                                                   | 0                                                    | 3                                                    |                                                      |

## Końcowa klasyfikacja
| Klasyfikacja końcowa turnieju kobiet we florecie | Klasyfikacja końcowa turnieju kobiet we florecie | Klasyfikacja końcowa turnieju kobiet we florecie |
| Miejsce                                          | Zawodniczka                                      |                                                  |
| ------------------------------------------------ | ------------------------------------------------ | ------------------------------------------------ |
| 1 !                                              | Inna Dierigłazowa                                |                                                  |
| 2 !                                              | Pauline Ranvier                                  |                                                  |
| 3 !                                              | Julia Walczak                                    | Julia Walczak                                    |
| 3 !                                              | Anita Blaze                                      |                                                  |
| Wyeliminowane w ćwierćfinale                     |                                                  |                                                  |
| 5.                                               | Adelina Zagidullina                              |                                                  |
| 6.                                               | Anastazja Ivanowa                                |                                                  |
| 7.                                               | Hanna Łyczbińska                                 |                                                  |
| 8.                                               | Huo Xingxin                                      |                                                  |
| Wyeliminowane w 1/8 finału                       |                                                  |                                                  |
| 9.                                               | Valentina de Costanzo                            |                                                  |
| 10.                                              | Chloe Juebnot                                    |                                                  |
| 11.                                              | Kata Kondricz                                    |                                                  |
| 12.                                              | Malina Calugareanu                               |                                                  |
| 13.                                              | Martina Sinigalia                                |                                                  |
| 14.                                              | Martyna Synoradzka                               |                                                  |
| 15.                                              | Elisabetta Bianchin                              |                                                  |
| 16.                                              | Mariana Pistoia                                  |                                                  |
| Wyeliminowane w 1/16 finału                      |                                                  |                                                  |
| 17.                                              | Ana Bulcao                                       |                                                  |
| 18.                                              | Gu Wenqing                                       |                                                  |
| 19.                                              | Anca Saveanu                                     |                                                  |
| 20.                                              | Kim Kirschen                                     |                                                  |
| 21.                                              | Chen Qian                                        |                                                  |
| 22.                                              | Dora Lupkovics                                   |                                                  |
| 23.                                              | Maria Gheorghe                                   |                                                  |
| 24.                                              | Ana Toldo                                        |                                                  |
| 25.                                              | Barbara Oravetz                                  |                                                  |

Źródło: Wuhan.